# Legacy (альбом Тіффані Алворд)
«Legacy» — третій альбом американської співачки Тіффані Алворд, який складається виключно з оригінальних пісень. Альбом був доступний для попереднього замовлення на 2 червня 2014 року. «The Other Half Of Me» — улюблена пісня Тіффані з альбому. Альбом у форматі CD був доступний через місяць після цифрового релізу. На такі композиції, як «I Knew You Were The One», «The Other Half of Me», «Aftereffect» та інші, були відзняті відео та опубліковані на YouTube сторінці співачки.

## Список композицій
| #   | Назва                        | Тривалість |
| --- | ---------------------------- | ---------- |
| 1.  | «Tightrope»                  | 3:09       |
| 2.  | «Legacy»                     | 3:14       |
| 3.  | «The Other Half of Me»       | 3:30       |
| 4.  | «I Wish»                     | 3:13       |
| 5.  | «Pour a Little Heaven on Me» | 4:02       |
| 6.  | «Magic»                      | 3:38       |
| 7.  | «I Knew You Were the One»    | 2:58       |
| 8.  | «Aftereffect»                | 3:28       |
| 9.  | «A Little Love»              | 2:36       |
| 10. | «Over for Good»              | 3:37       |
| 11. | «Walk Away»                  | 3:28       |
| 12. | «Mother Always Told Me»      | 3:47       |
| 13. | «Hate to Tell You»           | 2:53       |
| 14. | «Fall Together»              | 2:54       |